# محمود عبد الرحمن عيسى
     لشخصية أخرى تحمل اسم محمود عيسى، طالع محمود عيسى (توضيح).

محمود عبد الرحمن عيسى (1947- 27 يناير 2015) هو سياسي مصري، ووزير الصناعة والتجارة الخارجية المصري في وزارة كمال الجنزوري.

## المؤهلات العلمية
1. بكالوريوس في الهندسة الكيمائية _ جامعة القاهرة 1969.
2. ماجستير في الهندسة الكيمائية _ جامعة القاهرة 1974.
3. دكتوراه في الهندسة الكيمائية – جامعة القاهرة 1977.
4. دكتوراه في الهندسة الكيمائية - جامعة سالفورد – إنجلترا 1987.

## الخبرة الدولية
1. الممثل الإقليمي لمنظمة الأيزو العالمية في دول المنطقة العربية والبحر المتوسط (2003 - 2008)
2. عضو مجلس إدارة منظمة الأيزو العالمية (2000 - 2005).
3. المنسق الإقليمى لدول الشرق الأدنى بهيئة دستور الأغذية الدولية (2000 - 2003)
4. عضو المجلس التنفيذى بهيئة دستور الأغذية الدولية عن إقليم الشرق الأدنى (2000 - 2006).
5. رئيس اللجنة المصرية لاتفاقية العوائق الفنية على التجارة (TBT) بمنظمة التجارة العالمية WTO

.2000 - 2008.
1. رئيس اللجنة المصرية الدولية لشئون المستهلك (كوبولكو) (2002 - 2008)
2. مشارك رئيسى في مشروع استرجاع الطاقة الحرارية باشتراك (مصر / إنجلترا) (1983 – 1985).
3. مشارك رئيسى في مشروع التعاون الدولي في مجال استخدام الطاقة المسترجعة في صناعة البترول. باشتراك (مصر / إنجلترا / الهند) (85/1986).
4. مشارك رئيسى في برنامج التعاون الدولي لاستخدام الطاقة الحرارية المسترجعة في تحلية مياه البحر باشتراك (مصر / إنجلترا / المكسيك) (1986- 1987).

## الخبرة في مجال التجارة والصناعة
1. عضو مجلس إدارة الهيئة العربية للتصنيع (2003- 2007).
2. عضو مجلس التجارة والصناعة (2004 حتى تاريخه).
3. عضو المجلس الوطني للاعتماد (2000 – 2008).
4. عضو مجلس إدارة المعهد القومى للقياس والمعايرة (2000- 2008).
5. عضو مجلس إدارة مركز التدريب للتجارة الخارجية (2005 حتى تاريخه).
6. عضو اللجنة العليا للجنة المصرية الدولية الكهروتقنية IEC (2000- 2008).
7. عضو مجلس إدارة شركة شبرا للصناعات الهندسية (مصنع 27 الحربى) (1995-1996).
8. عضو مجلس إدارة شركة حلوان للصناعات الغير حديدية (مصنع 63 الحربى) (1997- 1998).
9. عضو مجلس إدارة شركة أبو زعبل للصناعات الهندسية (مصنع 200 الحربى) (1998-2000)

## الخبرة الأكاديمية والتطبيقية
1. 54 بحث علمى منشور في 12 مجلة علمية دولية متخصصة في العلوم الهندسية. (مرفق)
2. مشارك في 23 مؤتمر دولي في مجال الهندسة.
3. رئاسة 37 مشروع بحثى محلى رئيسى.
4. مهندس استشارى معتمد من نقابة المهندسين في مجال المواصفات والجودة.

## الإشراف والتحكيم على الرسائل العلمية
1. إشراف علمى على 7 رسائل ماجستير و5 رسائل دكتوراه في الهندسة ودكتوراه في نظم إدارة الجودة.
2. تحكيم 7 رسائل ماجستير و6 رسائل دكتوراه في الهندسة ودكتوراه في نظم إدارة الجودة.

## التدريس الجامعى
محاضر بتفرغ جزئي في:
1. كلية الهندسة جامعة القاهرة (لمدة 8 سنوات)
2. الكلية الفنية العسكرية (لمدة 4 سنوات)
3. جامعة سالفورد إنجلترا (لمدة 4 سنوات)

## الوظائف التي شغلها منذ التخرج
1. باحث /باحث أول مركز البحوث الفنية للقوات المسلحة (1971-1993).
2. نائب مدير مركز البحوث الفنية للقوات المسلحة (1994 – 1996).
3. مساعد رئيس هيئة التسليح للقوات المسلحة للتصنيع.(1996 / 1997)
4. مساعد رئيس هيئة التسليح للقوات المسلحة للبحوث والتطوير (1997 / 1998).
5. نائب رئيس هيئة التسليح للقوات المسلحة (1998 - 2000)
6. رئيس الهيئة المصرية العامة للتوحيد القياسى وجودة الإنتاج (ندبا) (2/7/2000 – 15/9/2000)
7. رئيس مجلس إدارة الهيئة المصرية العامة للتوحيد القياسى وجودة الإنتاج (16/9/2000 - 7/3/2005).
8. رئيس مجلس إدارة الهيئة المصرية العامة للمواصفات والجودة - (7/3/2005 - 20/ 2/ 2009).
9. المشرف على مصلحة الكيمياء (11/5/2005 - 20/ 2/ 2009).
10. المشرف على مصلحة الرقابة الصناعية (10/7/2005- 20/ 2/ 2009)
11. رئيس مجلس إدارة المعهد القومى للجودة

## الأنواط الأوسمة التي حصل عليها
1. وسام الجمهورية من الطبقة الثانية (2000)
2. نوط الخدمة والقدوة الحسنة (1990).
3. جائزة التفوق (ORS) من المجلس الأعلى للجامعات البريطانية للمساهمة المتميزة في مجال البحوث العلمية (1984 – 1987).

## عضويات العمل العام
1. عضو اللجنة العليا لتطوير التعليم الهندسي – المجلس الأعلى للجامعات (فبراير 2009 – حتى تاريخة).
2. عضو محكمة القيم (2004 – 2005).
3. عضو اللجنة الفنية العليا بنقابة المهندسين (2003 – حتى تاريخه)
4. عضو جمعية المهندسين المصرية (1980- حتى تاريخه)
5. أمين شعبه الهندسة الكيميائية والنووية بنقابة المهندسين 1974-1979

## المصدر
نقلا عن موقع الوزارة